# الثورة (صحيفة ليبية)
الثورة صحيفة يومية تصدر من طرابلس الغرب في ليبيا. تأسست الصحيفة في 20 تشرين الأول 1969. حلت محل ثلاث مطبوعات رسمية سابقة؛ صحيفة العالم، وصحيفة الأمة، وصحيفة البلاد. وكانت جريدة الثورة هي الصحيفة الرسمية للاتحاد الاشتراكي العربي الحاكم. في كانون الثاني 1970 صدر مرسوم يقيد نشر الإعلانات الحكومية في صحيفة الثورة فقط، وهي خطوة أدت إلى الحد من دخول الصحافة المملوكة للقطاع الخاص في البلاد. أُغلقَت صحيفة الثورة في كانون الثاني 1972، واستُبدلَت بصحيفة الفجر الجديد.